# Wigmore Hall
Wigmore Hall é uma sala de concertos britânica especializada em receber eventos de música de câmara, reconhecida por seus recitais de piano e de música instrumental. Localizada no número 36 da rua Wigmore, no distrito de Westminster em Londres, foi construída para proporcionar à cidade um local grandioso e, simultaneamente, íntimo o suficiente para receber recitais de música de câmara. Com uma acústica única, rapidamente se tornou referência na Europa, atraindo os maiores artistas do século XX. Atualmente, o Hall promove quase quatrocentos concertos por ano e transmite um concerto semanal para a rádio BBC, para centenas de milhares de ouvintes, além de uma ampla audiência pela Internet. 